# 戴维·安德森 (赛艇运动员)
戴维·安德森（英語：David Anderson，1932年4月8日—），澳大利亚男子赛艇运动员。他曾代表澳大利亚参加1952年和1956年夏季奥林匹克运动会赛艇比赛，其中1952年奥运会获得一枚铜牌。